# Liolaemus elongatus
Liolaemus elongatus este o specie de șopârle din genul Liolaemus, familia Tropiduridae, descrisă de Koslowsky 1896. Conform Catalogue of Life specia Liolaemus elongatus nu are subspecii cunoscute.